# Hospital de Móstoles (stanice metra v Madridu)
Hospital de Móstoles (plným názvem španělsky Estación de Hospital de Móstoles) je stanice metra v Madridu, která se nachází v jižní aglomeraci města. Stanice má výstup do ulic Río Ebro a Río Sella ve městě Móstoles.
Jedná se o stanici linky metra 12. Stanice je pojmenována po blízké nemocnici Móstoles.
Stanice vznikla v rámci výstavby linky 12 a byla otevřena 11. dubna 2003 zároveň s celou linkou. Stanice se nachází v tarifní zóně B2.

## Fotogalerie

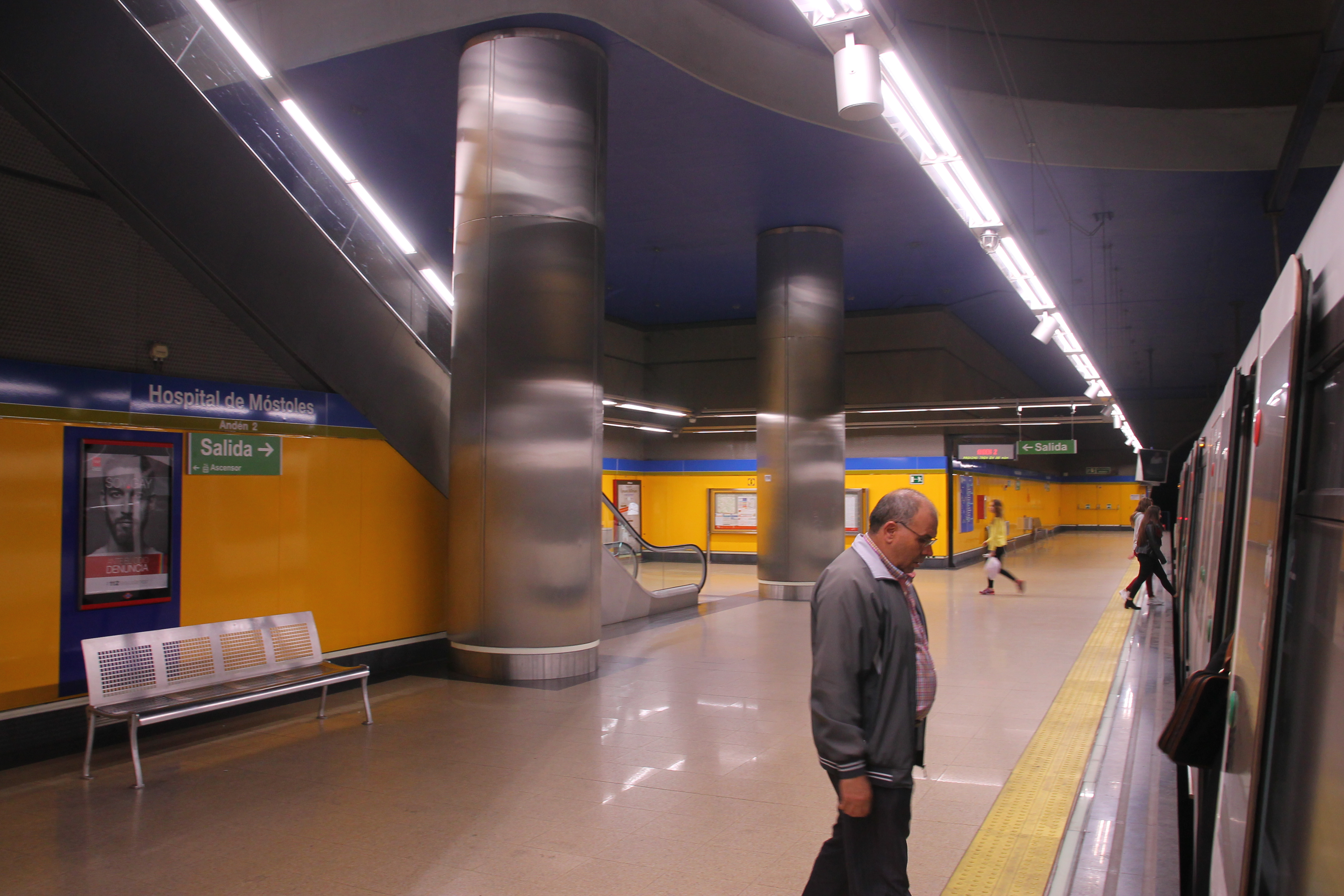
Nástupiště stanice
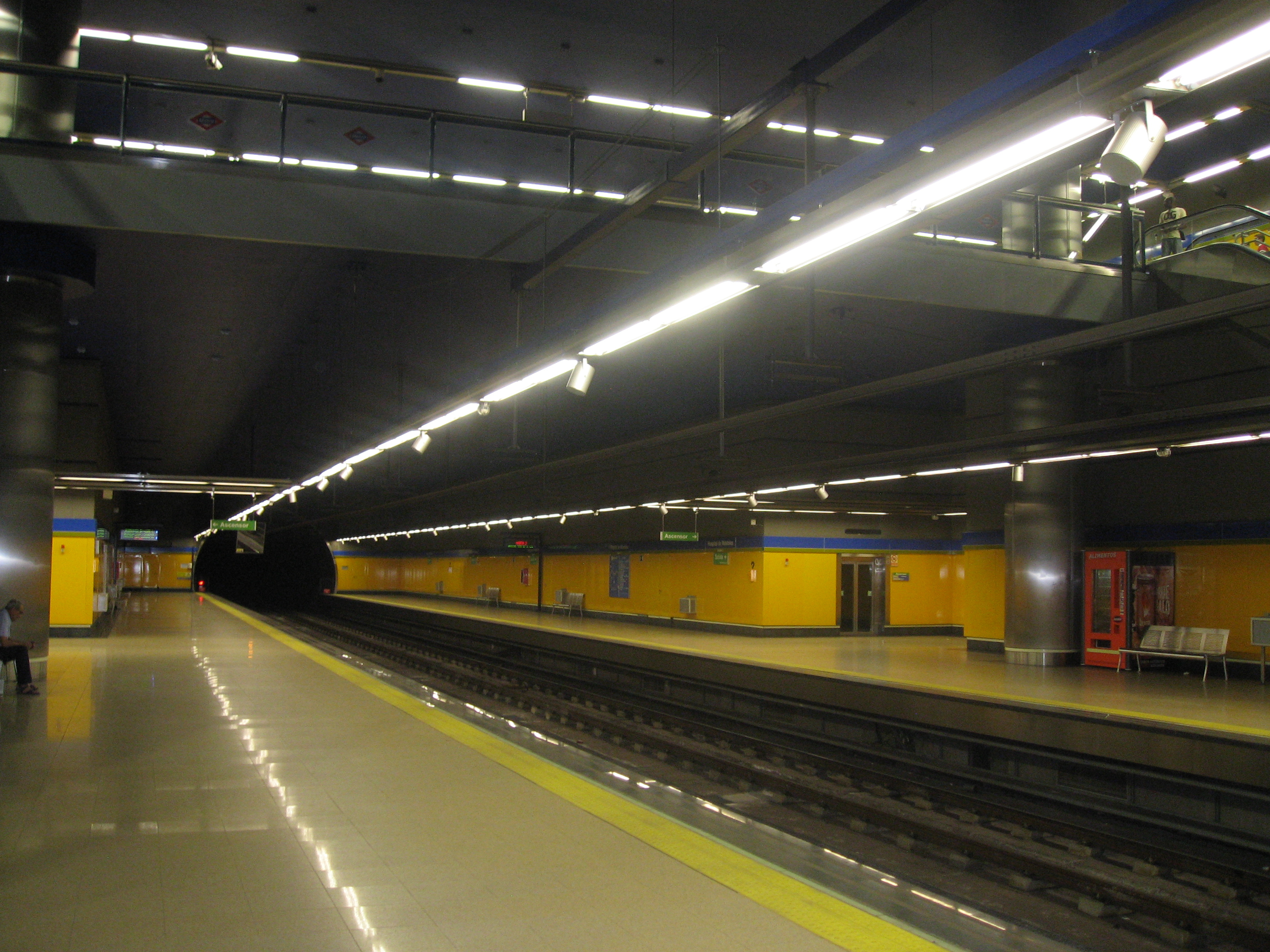
Nástupiště stanice